# アナ・ビエリツァ
アナ・ビェリツァ（セルビア語: Ана Бјелица、1992年4月3日 - ）は、セルビアの女子バレーボール選手。ベオグラード（当時はユーゴスラビア社会主義連邦共和国）出身。セルビア代表。

## 来歴
2011年ワールドカップでは相次ぐ主力選手の辞退や怪我によりスターティングメンバーに名を連ね、19歳ながらオポジットポジションの大役を務め大舞台の経験を重ねた。2015年のワールドカップでは銀メダルを獲得した。2018年の世界選手権では金メダルを獲得した。2019年のワールドカップでは主将を務めた。
なおクラブチームや代表ではオポジットよりもサーブレシーブが出来るレフトでの成長を期待され練習に励んでいる。その為試合に応じてレフトでもライトでも起用される。
2022年も世界選手権で金メダルを獲得し連覇を達成した。

## 人物
- 好きな音楽はバルカンポップスとロック。
- バスケットボール選手のミルコ・ビエリツァとミルカ・ビエリツァ（英語版）の妹。家族はモンテネグロのセルビア人だが、兄弟姉妹とは異なり、モンテネグロ代表ではなくセルビアを代表することに決めた。

## 球歴
- セルビア代表
  - オリンピックのバレーボール競技 - 2021年
  - 世界選手権 - 2018年、2022年
  - ワールドカップ - 2011年、2015年、2019年
  - 欧州選手権 - 2015年、2017年、2019年

## 所属クラブ
- ŽOKレッドスター・ベオグラード（2008-2013年）
- ヘミク・ポリツェ（2013-2015年）
- Salihli Belediyespor（2015-2016年）
- オザスコ（2016-2017年）
- OKレッドスター・ベオグラード（2017-2018年）
- VBCチューリッヒ（2018年）
- ヴォレロ・ル・カネ（2018-2019年）
- オザスコ（2019-2020年）
- OKジェレズニチャル（2020-2021年）
- E.Leclerc Moya Radomka Radom（2021年）
- メガバレー（2021-2022年）
- CSMトゥルゴヴィシュテ（2022-2023年）
- Grot Budowlani Łódź（2023-2024年）
- Honda Olivero San Bernardo Cuneo（2024-）